# Statistiques et records de la Coupe d'Afrique de football
 (novembre 2024).
 (novembre 2024).
- Si vous ne connaissez pas le sujet, laissez ce bandeau (vous pouvez alors contacter les auteurs).
- Si vous supprimez le contenu mis en cause (vous pouvez préalablement contacter les auteurs),

argumentez précisément cette suppression dans la page de discussion
(un manque de référence n'est pas un argument ; une recherche réelle de référence doit avoir été effectuée, être formellement documentée).
 (novembre 2024).
Si vous disposez d'ouvrages ou d'articles de référence ou si vous connaissez des sites web de qualité traitant du thème abordé ici, merci de compléter l'article en donnant les références utiles à sa vérifiabilité et en les liant à la section « Notes et références ».
Cette page regroupe différents records et statistiques de la Coupe d'Afrique des nations de football, depuis la création de l'épreuve en 1957.

## Pays hôtes
| Pays               | Hôtes | Années                       |
| Égypte             | 5     | 1959, 1974, 1986, 2006, 2019 |
| Ghana              | 4     | 1963, 1978, 2000, 2008       |
| Éthiopie           | 3     | 1962, 1968, 1976             |
| Tunisie            | 3     | 1965, 1994, 2004             |
| Soudan             | 2     | 1957, 1970                   |
| Cameroun           | 2     | 1972, 2021                   |
| Nigeria            | 2     | 1980, 2000                   |
| Côte d'Ivoire      | 2     | 1984, 2023                   |
| Afrique du Sud     | 2     | 1996, 2013                   |
| Gabon              | 2     | 2012, 2017                   |
| Guinée équatoriale | 2     | 2012, 2015                   |
| Algérie            | 1     | 1990                         |
| Libye              | 1     | 1982                         |
| Maroc              | 1     | 1988                         |
| Sénégal            | 1     | 1992                         |
| Burkina Faso       | 1     | 1998                         |
| Mali               | 1     | 2002                         |
| Angola             | 1     | 2010                         |

## Statistiques généralesDate de mise à jour: 01/01/24
| Pays               | Pts | J   | G  | N  | P  | Bp  | Bc  | Dif | % Victoires | Palmarès |
| ------------------ | --- | --- | -- | -- | -- | --- | --- | --- | ----------- | --- |
| Égypte             | 204 | 111 | 60 | 24 | 27 | 175 | 97  | +78 | 54,05       | Médaille d'or, Afrique · Médaille d'or, Afrique · Médaille d'or, Afrique · Médaille d'or, Afrique · Médaille d'or, Afrique · Médaille d'or, Afrique · Médaille d'or, Afrique · Médaille d'argent, Afrique · Médaille d'argent, Afrique · Médaille d'argent, Afrique · Médaille de bronze, Afrique · Médaille de bronze, Afrique · Médaille de bronze, Afrique |
| Nigeria            | 198 | 105 | 58 | 24 | 23 | 146 | 95  | +51 | 55,88       | Médaille d'or, Afrique · Médaille d'or, Afrique · Médaille d'or, Afrique · Médaille d'argent, Afrique · Médaille d'argent, Afrique · Médaille d'argent, Afrique · Médaille d'argent, Afrique · Médaille d'argent, Afrique · Médaille de bronze, Afrique · Médaille de bronze, Afrique · Médaille de bronze, Afrique · Médaille de bronze, Afrique · Médaille de bronze, Afrique · Médaille de bronze, Afrique · Médaille de bronze, Afrique · Médaille de bronze, Afrique |
| Ghana              | 185 | 105 | 54 | 23 | 28 | 138 | 93  | +45 | 51,92       | Médaille d'or, Afrique · Médaille d'or, Afrique · Médaille d'or, Afrique · Médaille d'or, Afrique · Médaille d'argent, Afrique · Médaille d'argent, Afrique · Médaille d'argent, Afrique · Médaille d'argent, Afrique · Médaille d'argent, Afrique · Médaille de bronze, Afrique |
| Côte d'Ivoire      | 172 | 106 | 48 | 30 | 28 | 152 | 111 | +41 | 44,55       | Médaille d'or, Afrique · Médaille d'or, Afrique · Médaille d'or, Afrique · Médaille d'argent, Afrique · Médaille d'argent, Afrique · Médaille de bronze, Afrique · Médaille de bronze, Afrique · Médaille de bronze, Afrique · Médaille de bronze, Afrique |
| Cameroun           | 169 | 95  | 46 | 31 | 18 | 142 | 90  | +52 | 48,42       | Médaille d'or, Afrique · Médaille d'or, Afrique · Médaille d'or, Afrique · Médaille d'or, Afrique · Médaille d'or, Afrique · Médaille d'argent, Afrique · Médaille d'argent, Afrique · Médaille de bronze, Afrique · Médaille de bronze, Afrique |
| Maroc              | 112 | 74  | 29 | 25 | 20 | 87  | 67  | +20 | 39,18       | Médaille d'or, Afrique · Médaille d'argent, Afrique · Médaille de bronze, Afrique |
| Sénégal            | 108 | 71  | 30 | 18 | 23 | 87  | 58  | +29 | 42,85       | Médaille d'or, Afrique · Médaille d'argent, Afrique · Médaille d'argent, Afrique |
| Algérie            | 108 | 80  | 28 | 24 | 28 | 97  | 92  | +5  | 35,00       | Médaille d'or, Afrique · Médaille d'or, Afrique · Médaille d'argent, Afrique · Médaille de bronze, Afrique · Médaille de bronze, Afrique |
| Tunisie            | 105 | 83  | 25 | 30 | 28 | 100 | 97  | +3  | 30,48       | Médaille d'or, Afrique · Médaille d'argent, Afrique · Médaille d'argent, Afrique · Médaille de bronze, Afrique |
| Zambie             | 100 | 70  | 26 | 22 | 22 | 83  | 72  | +11 | 38,81       | Médaille d'or, Afrique · Médaille d'argent, Afrique · Médaille d'argent, Afrique · Médaille de bronze, Afrique · Médaille de bronze, Afrique · Médaille de bronze, Afrique |
| RD Congo           | 95  | 80  | 22 | 29 | 30 | 97  | 107 | -10 | 26,92       | Médaille d'or, Afrique · Médaille d'or, Afrique · Médaille de bronze, Afrique · Médaille de bronze, Afrique |
| Mali               | 87  | 60  | 22 | 21 | 17 | 73  | 70  | +3  | 36,19       | Médaille d'argent, Afrique · Médaille de bronze, Afrique · Médaille de bronze, Afrique |
| Afrique du Sud     | 74  | 50  | 19 | 17 | 15 | 57  | 48  | +9  | 38,29       | Médaille d'or, Afrique · Médaille d'argent, Afrique · Médaille de bronze, Afrique · Médaille de bronze, Afrique |
| Guinée             | 63  | 53  | 15 | 18 | 20 | 67  | 75  | -8  | 28,84       | Médaille d'argent, Afrique |
| Burkina Faso       | 47  | 54  | 10 | 17 | 27 | 53  | 82  | -29 | 18,86       | Médaille d'argent, Afrique · Médaille de bronze, Afrique |
| Angola             | 34  | 31  | 7  | 13 | 11 | 39  | 43  | -4  | 23,33       | Quart-de-finaliste (2) |
| Gabon              | 34  | 26  | 8  | 10 | 8  | 26  | 31  | -5  | 30,77       | Quart-de-finaliste (2) |
| Guinée équatoriale | 29  | 19  | 8  | 5  | 6  | 20  | 17  | +3  | 40,00       | Demi-finaliste (1) |
| Soudan             | 29  | 25  | 7  | 8  | 13 | 29  | 42  | -13 | 28,00       | Médaille d'or, Afrique · Médaille d'argent, Afrique · Médaille d'argent, Afrique · Médaille de bronze, Afrique |
| Congo              | 28  | 26  | 7  | 7  | 12 | 27  | 40  | -13 | 26,92       | Médaille d'or, Afrique |
| Éthiopie           | 25  | 30  | 7  | 4  | 19 | 31  | 67  | -36 | 23,33       | Médaille d'or, Afrique · Médaille d'argent, Afrique · Médaille de bronze, Afrique |
| Cap-Vert           | 23  | 16  | 5  | 8  | 6  | 16  | 9   | +7  | 31,25       | Quart-de-finaliste (1) |
| Togo               | 17  | 25  | 3  | 8  | 14 | 19  | 42  | -23 | 12,00       | Quart-de-finaliste (1) |
| Ouganda            | 15  | 23  | 4  | 3  | 16 | 21  | 38  | -17 | 17,39       | Médaille d'argent, Afrique |
| Libye              | 14  | 11  | 3  | 5  | 3  | 12  | 13  | -1  | 27,27       | Médaille d'argent, Afrique |
| Zimbabwe           | 11  | 15  | 3  | 2  | 11 | 15  | 32  | -17 | 20,00       | 1er tour |
| Gambie             | 10  | 8   | 3  | 1  | 4  | 6   | 10  | -4  | 75,00       | Quart-de-finaliste (1) |
| Kenya              | 10  | 17  | 2  | 4  | 11 | 11  | 31  | -20 | 11,76       | 1er tour |
| Madagascar         | 8   | 5   | 2  | 2  | 1  | 7   | 7   | 0   | 40,00       | Quart-de-finaliste (1) |
| Malawi             | 8   | 11  | 2  | 2  | 7  | 9   | 16  | -7  | 18,18       | Huitièmes-de-finaliste (1) |
| Sierra Leone       | 7   | 8   | 1  | 4  | 4  | 4   | 14  | -10 | 12,50       | 1er tour |
| Namibie            | 6   | 13  | 1  | 3  | 9  | 11  | 31  | -20 | 0,00        | 1er tour |
| Liberia            | 5   | 5   | 1  | 2  | 2  | 5   | 7   | -2  | 20,00       | 1er tour |
| Mauritanie         | 5   | 7   | 1  | 2  | 4  | 4   | 9   | -5  | 0,00        | 1er tour |
| Bénin              | 5   | 14  | 0  | 5  | 9  | 7   | 24  | -17 | 0,00        | Quart-de-finaliste (1) |
| Rwanda             | 4   | 3   | 1  | 1  | 1  | 3   | 3   | 0   | 33,33       | 1er tour |
| Mozambique         | 4   | 15  | 0  | 4  | 11 | 8   | 29  | -21 | 0,00        | 1er tour |
| Comores            | 3   | 3   | 1  | 0  | 2  | 3   | 5   | -2  | 33,33       | Huitièmes-de-finaliste (1) |
| Tanzanie           | 3   | 9   | 0  | 3  | 6  | 6   | 18  | -12 | 0,00        | 1er tour |
| Guinée-Bissau      | 3   | 12  | 0  | 3  | 9  | 4   | 16  | -12 | 0,00        | 1er tour |
| Niger              | 1   | 6   | 0  | 1  | 5  | 1   | 9   | -8  | 0,00        | 1er tour |
| Burundi            | 0   | 3   | 0  | 0  | 3  | 0   | 4   | -4  | 0,00        | 1er tour |
| Maurice            | 0   | 3   | 0  | 0  | 3  | 2   | 8   | -6  | 0,00        | 1er tour |
| Botswana           | 0   | 3   | 0  | 0  | 3  | 2   | 9   | -7  | 0,00        | è |

### Date de première participation à la phase finale
Chaque membre de la CAF a une chance de pouvoir accéder à la phase finale par le biais de la phase des éliminatoires. Pratiquement à chaque édition, des nouvelles nations ont pu obtenir leur première participation à la compétition. Au premier tournoi en 1957, les quatre membres fondateurs de la CAF étaient qualifiés d'office (Afrique du Sud, Égypte, Soudan et Éthiopie), cependant l'Afrique du Sud fut exclue avant même son déroulement en raison de l'apartheid et dut attendre les années 1990 pour avoir de nouveau droit à y prendre part. Les nouvelles nations à chaque édition sont les suivantes :
- 1957 : Égypte, Éthiopie et Soudan (pays organisateur).
- 1962 : Ouganda et Tunisie
- 1963 : Ghana (pays organisateur) et Nigeria
- 1965 : Côte d'Ivoire, République démocratique du Congo et Sénégal
- 1968 : Algérie et Congo (Brazzaville)
- 1970 : Cameroun et Guinée.
- 1972 : Kenya, Mali, Maroc et Togo
- 1974 : Île Maurice et Zambie
- 1978 : Haute-Volta (Burkina Faso)
- 1980 : Tanzanie
- 1982 : Libye (pays organisateur)
- 1984 : Malawi
- 1986 : Mozambique
- 1994 : Gabon et Sierra Leone
- 1996 : Afrique du Sud, Angola et Liberia
- 1998 : Namibie
- 2004 : Bénin, Rwanda et Zimbabwe
- 2012 : Botswana, Guinée équatoriale (pays organisateur) et Niger
- 2013 : Cap-Vert
- 2017 : Guinée-Bissau
- 2019 :  Burundi, Madagascar et  Mauritanie
- 2021 : Comores et  Gambie

En 2021, seules 10 nations différentes ne sont pas parvenues à se qualifier dans le tournoi final d'une des éditions, alors que la CAF compte 54 fédérations. Il s'agit de la République centrafricaine, de Djibouti, de l'Érythrée, de l'Eswatini, du Lesotho, de Sao Tomé-et-Principe, des Seychelles, de la Somalie, du Soudan du Sud et du Tchad.

### Nombre d'apparitions au tournoi final
Ce tableau comprend les apparitions des équipes dans la CAN. 

NB:
Les équipes qui vont participer à la CAN 2025 sont en gras. 
| Apparitions | Nation |
| ----------- | --- |
| 27          | Égypte |
| 26          | Côte d'Ivoire |
| 24          | Ghana |
| 22          | Cameroun, Tunisie |
| 21          | Algérie, Nigeria, RD Congo                                                                                           |
| 20          | Maroc |
| 19          | Zambie |
| 18          | Sénégal |
| 14          | Burkina Faso, Mali, Guinée                                                                                           |
| 12          | Afrique du Sud |
| 11          | Éthiopie |
| 10          | Angola, Soudan |
| 9           | Gabon |
| 8           | Ouganda, Togo |
| 7           | Congo |
| 6           | Mozambique, Zimbabwe, Kenya                                                                                          |
| 5           | Bénin, Guinée équatoriale                                                                                            |
| 4           | Tanzanie, Cap-Vert, Guinée-Bissau, Namibie                                                                           |
| 3           | Mauritanie, Malawi, Sierra Leone, Libye                                                                              |
| 2           | Botswana, Comores, Gambie, Liberia, Niger                                                                            |
| 1           | Burundi, Madagascar, Maurice, Rwanda                                                                                 |
| 0           | Centrafrique, Djibouti, Érythrée, Eswatini, Lesotho, Sao Tomé-et-Principe, Seychelles, Somalie, Soudan du Sud, Tchad |

### Autres records
- Nation ayant disputé le plus grand nombre de CAN d'affilée : Tunisie (15, entre 1994 et 2021, série en cours).
- Nation ayant disputé le plus grand nombre de finales d'affilée : 4, le Ghana en 1963, 1965, 1968 et 1970.
- Nation ayant gagné le plus grand nombre de titres consécutifs: 3, l'Égypte en 2006, 2008 et 2010
- Nation ayant enregistré le plus grand nombre de matchs sans défaite : 19, l'Égypte avec 17 victoires (dont 9 successives) et 2 matchs nuls (en cours)
- Victoire la plus large : 6-1 (Côte d'Ivoire - Éthiopie en 1970); 1-6 (Botswana - Guinée en 2012)[1].
- Plus grand nombre de buts sur un match : 9 buts (Égypte - Nigeria : 6-3 en 1963)[1].
- Plus grand nombre de buts sur une édition : 99 (3,09 par match), durant la CAN 2008
- Plus longue séance de tirs au but : 12-11 (Côte d'Ivoire - Cameroun en 2006, 1-1 à la fin du temps réglementaire et des prolongations)
- Meilleure affluence sur une édition : 735 000 en 1980 (soit une moyenne de 46 000 par match)
- Meilleure affluence sur un match : Égypte-Cameroun (CAN 1986) avec 120 000 spectateurs[1].

## Records individuels

### Classement historique des buteurs
| Buts | Joueurs |
| ---- | --- |
| 18   | Samuel Eto'o |
| 14   | Laurent Pokou |
| 13   | Rashidi Yekini |
| 12   | Hassan El-Shazly |
| 11   | Patrick Mboma, Didier Drogba, Hossam Hassan |
| 10   | Joël Tiéhi, Francileudo Santos, Pierre Ndaye Mulamba, Kalusha Bwalya |
| 9    | Manucho, Abdoulaye Traoré, Mengistu Worku, Vincent Aboubakar, Ndaye |
| 8    | Taher Abouzaid, Ahmed Hassan, Pascal Feindouno, Seydou Keita, , Sadio Mané, |
| 7    | Benni McCarthy, Flávio Amado, Ali Abo Greisha, Asamoah Gyan, Osei Kofi, Frédéric Kanouté, Jay-Jay Okocha, Chris Katongo, Youssef Msakni, Mohamed Salah                                                               |
| 6    | Lakhdar Belloumi, Riyad Mahrez, Shaun Bartlett, Roger Milla, Jean-Michel Mbono, Mohamed Aboutrika, Luciano Vassalo, George Alhassan, Wilberforce Mfum, Abedi Pelé, Ahmed Faras, Segun Odegbami, Mayanga Maku, Djaksa |

### Meilleurs buteurs par édition
| Année | Joueur | Buts |
| ----- | --- | ---- |
| 1957  | Mohamed Ad-Diba                                                                                              | 5    |
| 1959  | Mahmoud Al-Gohary                                                                                            | 3    |
| 1962  | Abdel Fattah Badawi Mengistu Worku                                                                           | 3    |
| 1963  | Hassan El-Shazly                                                                                             | 6    |
| 1965  | Ben Acheampong Osei Kofi Eustache Manglé                                                                     | 3    |
| 1968  | Laurent Pokou                                                                                                | 6    |
| 1970  | Laurent Pokou                                                                                                | 8    |
| 1972  | Fantamady Keita                                                                                              | 5    |
| 1974  | Pierre Ndaye Mulamba                                                                                         | 9    |
| 1976  | Mamadou Aliou Kéïta                                                                                          | 4    |
| 1978  | Phillip Omondi                                                                                               | 4    |
| 1980  | Khalid Labied Segun Odegbami                                                                                 | 3    |
| 1982  | George Alhassan                                                                                              | 4    |
| 1984  | Taher Abouzaid                                                                                               | 4    |
| 1986  | Roger Milla                                                                                                  | 4    |
| 1988  | Lakhdar Belloumi Roger Milla Abdoulaye Traoré Gamal Abdelhamid                                               | 2    |
| 1990  | Djamel Menad                                                                                                 | 4    |
| 1992  | Rashidi Yekini                                                                                               | 4    |
| 1994  | Rashidi Yekini                                                                                               | 5    |
| 1996  | Kalusha Bwalya                                                                                               | 5    |
| 1998  | Hossam Hassan Benni McCarthy                                                                                 | 7    |
| 2000  | Shaun Bartlett                                                                                               | 5    |
| 2002  | Patrick Mboma Salomon Olembe Julius Aghahowa                                                                 | 3    |
| 2004  | Patrick Mboma Frédéric Kanouté Jay-Jay Okocha Francileudo Santos                                             | 4    |
| 2006  | Samuel Eto'o                                                                                                 | 5    |
| 2008  | Samuel Eto'o                                                                                                 | 5    |
| 2010  | Gedo | 5    |
| 2012  | Houssine Kharja Didier Drogba Chris Katongo Emmanuel Mayuka Cheick Diabaté Pierre-Emerick Aubameyang Manucho | 3    |
| 2013  | Emmanuel Emenike Wakaso Mubarak                                                                              | 4    |
| 2015  | Thievy Bifouma Dieumerci Mbokani Javier Balboa André Ayew Ahmed Akaichi                                      | 3    |
| 2017  | Junior Kabananga                                                                                             | 3    |
| 2019  | Odion Ighalo                                                                                                 | 5    |
| 2021  | Vincent Aboubakar                                                                                            | 8    |

### Sélectionneurs vainqueurs
| Année    | Champions             | Sélectionneur vainqueur |
| -------- | --------------------- | ----------------------- |
| CAN 1957 | Égypte                | Mourad Fahmy            |
| CAN 1959 | République arabe unie | Pál Titkos              |
| CAN 1962 | Éthiopie              | Slavko Milošević        |
| CAN 1963 | Ghana                 | Charles Kumi Gyamfi     |
| CAN 1965 | Ghana                 | Charles Kumi Gyamfi     |
| CAN 1968 | Congo-Kinshasa        | Ferenc Csanádi          |
| CAN 1970 | Soudan                | Jiří Starosta           |
| CAN 1972 | Congo                 | Adolphe Bibanzoulou     |
| CAN 1974 | Zaïre                 | Blagoje Vidinić         |
| CAN 1976 | Maroc                 | Gheorghe Mărdărescu     |
| CAN 1978 | Ghana                 | Fred Osam-Duodu         |
| CAN 1980 | Nigeria               | Otto Glória             |

| Année    | Champions      | Sélectionneur vainqueur |
| -------- | -------------- | ----------------------- |
| CAN 1982 | Ghana          | Charles Kumi Gyamfi     |
| CAN 1984 | Cameroun       | Radivoje Ognjanović     |
| CAN 1986 | Égypte         | Mike Smith              |
| CAN 1988 | Cameroun       | Claude Le Roy           |
| CAN 1990 | Algérie        | Abdelhamid Kermali      |
| CAN 1992 | Côte d'Ivoire  | Martial Yeo             |
| CAN 1994 | Nigeria        | Clemens Westerhof       |
| CAN 1996 | Afrique du Sud | Clive William Barker    |
| CAN 1998 | Égypte         | Mahmoud El-Gohary       |
| CAN 2000 | Cameroun       | Pierre Lechantre        |
| CAN 2002 | Cameroun       | Winfried Schäfer        |
| CAN 2004 | Tunisie        | Roger Lemerre           |

| Année    | Champions     | Sélectionneur vainqueur |
| -------- | ------------- | ----------------------- |
| CAN 2006 | Égypte        | Hassan Shehata          |
| CAN 2008 | Égypte        | Hassan Shehata          |
| CAN 2010 | Égypte        | Hassan Shehata          |
| CAN 2012 | Zambie        | Hervé Renard            |
| CAN 2013 | Nigeria       | Stephen Keshi           |
| CAN 2015 | Côte d'Ivoire | Hervé Renard            |
| CAN 2017 | Cameroun      | Hugo Broos              |
| CAN 2019 | Algérie       | Djamel Belmadi          |
| CAN 2021 | Sénégal       | Aliou Cissé             |
| CAN 2023 | Côte d'Ivoire | Emerse Faé              |
| CAN 2025 | À venir       | À venir                 |

### Autres records
- Joueur qui a marqué dans plusieurs compétitions : Le camerounais Samuel Eto'o, les ghanéens Asamoah Gyan et Andre Ayew et le zambien Kalusha Bwalya ont marqué lors de 6 éditions de la CAN
- Joueur qui a marqué dans plusieurs compétitions successivement :Youssef En-Nesyri
- Joueurs les plus victorieux : Essam al-Hadary  (Égypte) et Ahmed Hassan  (Égypte) avec 4 trophées (1998, 2006, 2008, 2010).
- Joueur ayant joué le plus grand nombre de matchs : Rigobert Song  (Cameroun) et André Ayew 🇬🇭 avec 36 matchs[2].
- Joueur ayant disputé le plus grand nombre d'éditions : Rigobert Song  (Cameroun) (de 1996 à 2010) avec huit éditions.
- Meilleur buteur sur une édition de la CAN : Pierre Ndaye Mulamba  (Zaïre) avec 9 buts en 1974[1].
- Meilleur buteur de l'histoire de compétition (toutes compétitions confondues) : Samuel Eto'o  (Cameroun) avec 18 buts.
- Sélectionneurs les plus victorieux : Charles Kumi Gyamfi avec  le Ghana (1963, 1965 et 1982)[1] et Hassan Shehata avec  l'Égypte (2006, 2008 et 2010).
- Sélectionneur ayant remporté la CAN avec des sélections différentes :  Hervé Renard avec  la Zambie en 2012 et  la Côte d'Ivoire en 2015.
- But le plus rapide : 23e seconde (Ayman Mansour  (Égypte) contre  le Gabon en 1994)[1].
- Vainqueur de la CAN en tant que joueur et entraîneur :  Mahmoud Al-Gohary en 1959 et 1998[3] et  Stephen Keshi en 1994 et 2013.
- Le Ghana  detient le record d'apparitions consécutives en demi-finale de la Coupe d'Afrique des Nations de la CAF : 6 (depuis 2008, jusqu’à 2017).
- La Côte d'Ivoire (CAN 1992 et 2012) et le  Cameroun (CAN 2002) sont les seules équipes à avoir disputé l'intégralité d'une Coupe d'Afrique des nations sans prendre de but.